# Хмельницька обласна універсальна наукова бібліотека
Хмельницька обласна універсальна наукова бібліотека — провідний інформаційний, просвітницький, культурний центр Хмельниччини, депозитарій краєзнавчих видань, одне з найбільших книгосховищ регіону, науково-методичний та координаційний центр з питань бібліотекознавства і книгознавства для бібліотек усіх систем та відомств області.
У доробку бібліотеки є низка відзнак за досягнення у бібліотечно-бібліографічній справі, культурно-просвітницьку діяльність, впровадження інформаційних технологій. Бібліотека є лауреатом обласної премії імені Мелетія Смотрицького та обласної премії імені Тараса Шевченка за внесок у дослідження й популяризацію української мови та літератури пов'язаної з життям і творчістю Т. Г. Шевченка.
За підсумками Всеукраїнського конкурсу на кращу інноваційну послугу (квітень 2011 р.) бібліотека посіла друге місце в Україні за напрямком «Інновації бібліотек у сприянні економічному розвитку регіону та розбудові інституту місцевого самоврядування». У цьому ж році колектив бібліотеки був занесений на обласну Дошку Пошани «Кращі люди Хмельниччини».

## Історія

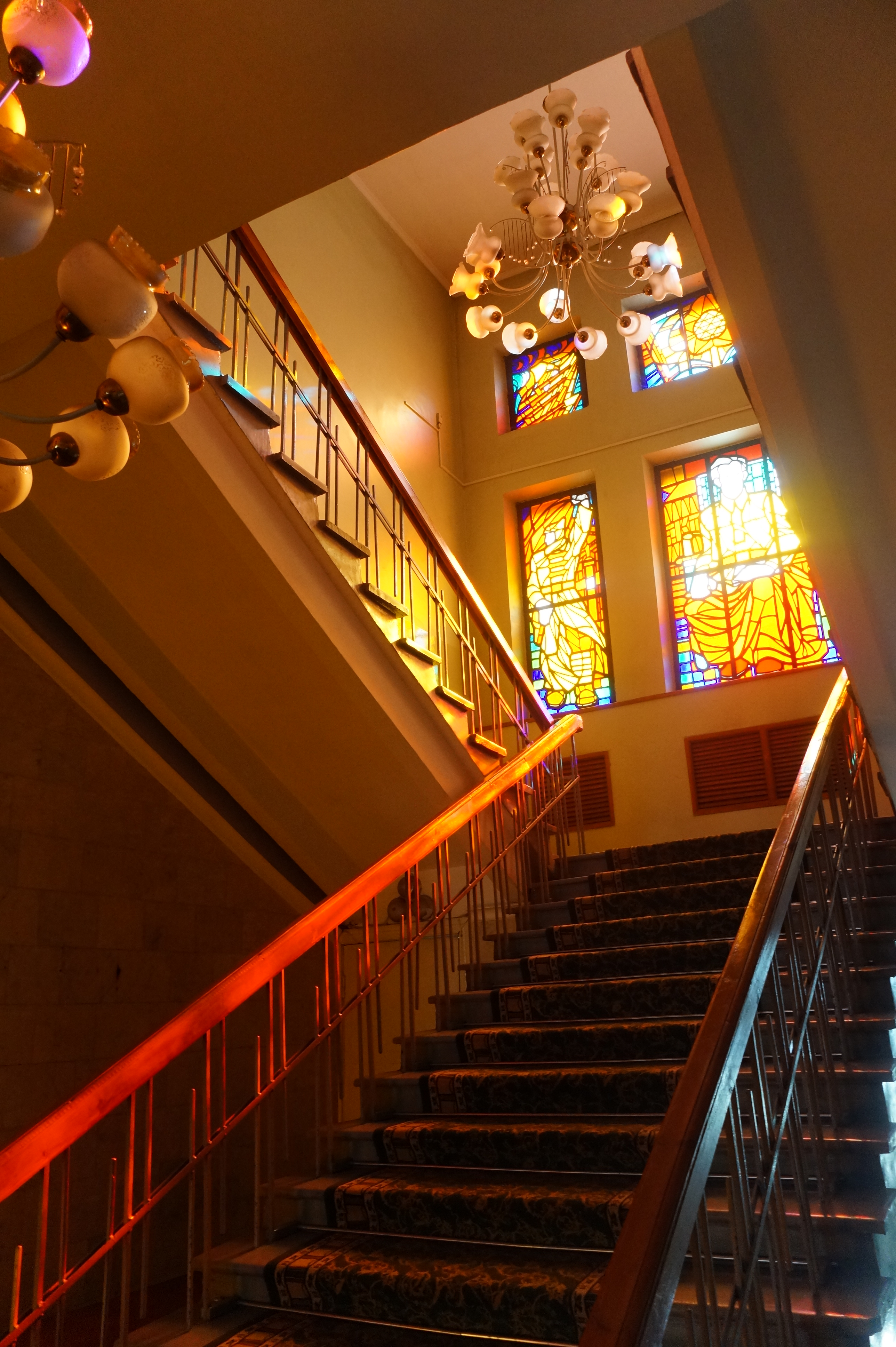

ОУНБ — одна з найстаріших публічних бібліотек регіону. Історія створення її сягає у 1891 рік, коли прогресивна громадськість Проскурова звернулась з клопотанням до губернатора про відкриття читальні. Однак лише через 10 років, на початку ХХ століття 6 лютого 1901 року було затверджено Статут бібліотеки, згідно з яким вона отримала назву «Проскурівська Міська Бібліотека в пам'ять поета О. С. Пушкіна».
Розташувалася вона в одній із кімнат офіцерського зібрання 46-го Дніпровського полку по вул. Олександрівській (нині вул. Проскурівська). Книжковий фонд її становив близько 1000 примірників. Це були виключно російські книги, журнали і газети. Кошти на утримання бібліотеки складалися з сум, які призначала щорічно Міська Дума, річних членських внесків, пожертвувань, зборів за проведення концертів, спектаклів та інших розважальних заходів. Бібліотека була платною. Річний внесок членів бібліотеки (читачів) становив близько трьох карбованців у рік, а ті, хто одночасно вносив готівкою, або книгами не менше 50 карбованців, мав право довічно користуватися бібліотекою.
Особи, які надали бібліотеці якусь велику послугу або зробили на користь бібліотеки значну пожертву, ставали почесними членами бібліотеки.
Керівництво бібліотекою було покладено на Розпорядчий Комітет, який складався з 7 членів. В обов'язки Розпорядчого Комітету входив підбір бібліотекаря, керування справами та майном бібліотеки, вишукування коштів для купівлі літератури та передплати періодики, проведення щорічних ревізій та складання звітів бібліотеки, Бібліотекаря, за поданням Розпорядчого Комітету, затверджував та звільняв сам Губернатор.
Першим бібліотекарем Проскурівської міської бібліотеки була Марія Іванівна Наумова, яка була особисто знайома з російським письменником О. І. Купріним. Про це детально описано у статті Афанасьєва «Современница „Поединка“» («Огонек», 1960 р.).
В 1915 році Проскурівська Земська Управа постановила реорганізувати бібліотеку. Бібліотека розширилась — відкрилась читальня, показова виставка і пересувний музей навчальних посібників з антиалкогольним відділом. У визначений час оглядати виставку могли безплатно всі бажаючі. А пересувний музей побував зі своєю експозицією в усіх навчальних закладах міста і повіту.
Під час громадянської війни бібліотеку ім. О. С. Пушкіна було пограбовано, більшість книг було втрачено. Відновила свою роботу бібліотека в 1921 році.
З 1923 по 1930 рр. та з 1935 по 1937 рр. у зв'язку зі зміною адміністративно-територіального поділу бібліотека була окружною, а з 1937 року — знову міською.
У 1937 р. у зв'язку з введенням нового адміністративного поділу України і появою областей в обласну бібліотеку була реорганізована одна з найбільших публічних бібліотек України (заснована у 1866 році), Кам'янець-Подільська окружна бібліотека, нині Центральна бібліотека імені Костя Солухи Кам'янець-Подільської міської ЦБС. Першим директором обласної бібліотеки був Анікєєв Микола Тимофійович, який загинув у роки війни. Функції обласної вона виконувала до 1941 р.
Після перенесення обласного центру з Кам'янця-Подільського в м. Проскурів (березень 1941 р.) Проскурівській міській бібліотеці було надано статус обласної. Оскільки область була Кам'янець-Подільською, назва її до 1954 року залишилась «Кам'янець-Подільська обласна бібліотека».
В період німецько-радянської війни книжкові фонди було знищено, а ряд уцілілих книг вивезено до Німеччини та Польщі.
Своє відродження бібліотека розпочала після визволення м. Проскурова з 1 квітня 1944 року. Розширилось приміщення бібліотеки — її було переведено в колишнє приміщення міського казначейства (на розі сучасних вулиць Героїв Майдану і Грушевського), де вона знаходиться і тепер.
У розвиток обласної універсальної наукової бібліотеки багато досвіду, знань, творчості, наполегливої праці вклали директори бібліотек.
У післявоєнний час з 1944 р. по 1966 р. очолював бібліотеку Микола Іванович Мілютін. За час діяльності М. І. Мілютіна штат бібліотеки з 7 працівників зріс до 22 осіб.
В 1965 році починається робота по реконструкції приміщення. В цей же період було закладено основи системи підвищення кваліфікації через семінари, бібліотечне учнівство. За розбудову бібліотечної справи М. І. Мілютіна було нагороджено значком «За відмінну роботу», медаллю «За доблесну працю».
З 1966 по 1977 рр. директором бібліотеки була Нагорна Римма Василівна. Завдяки її енергійній діяльності, в 1967 році було завершено реконструкцію приміщення (зроблено надбудову другого поверху). Римма Василівна володіла справжнім хистом створювати в колективі ділову, творчу атмосферу.
На кінець 1977 року в бібліотеці працювало вже 60 спеціалістів, діяло 14 відділів і секторів. В 1969 р. Р. Нагорна була нагороджена значком «За відмінну роботу», а в 1970 р. медаллю «За доблесну працю». В цьому ж році бібліотека була нагороджена Ленінською ювілейною почесною грамотою ЦК КПРС, Президії Верховної Ради СРСР, Ради Міністрів СРСР і ВІДРПС, а також їй було присвоєно звання «Бібліотека відмінної роботи».
В 1977 р. на посаду директора призначено Гуська Василя Павловича, який працював у бібліотеці з 1937 року. У цей час ведеться активна бібліографічна, видавнича, методична діяльність, проводиться упорядкування мережі, централізація бібліотек області, впровадження бібліотечно-бібліографічної класифікації (ББК). На посаді директора він працював до виходу на пенсію (1984 р.). В. П. Гусько нагороджений значком «За відмінну роботу», медаллю «За доблесну працю».
З 1984 по 1988 рік на посаді директора бібліотеки працювала Галина Михайлівна Гордєєва. В цей час завершувалась робота по впровадженню таблиць ББК, упорядкуванню бібліотечного фонду, довідково-бібліографічного апарату. Г. М. Гордєєва докладала багато зусиль для удосконалення змісту роботи бібліотеки, покращання матеріально-технічної бази.
З 1988 по 2003 рік бібліотеку очолювала Станіслава Людвиківна Карван. Перебуваючи на посаді директора ОУНБ, основну увагу приділяє пошуку шляхів підвищення соціальної ролі бібліотеки в суспільстві, утвердженню іміджу наукової бібліотеки. Під її керівництвом ОУНБ стала сучасним інформаційним центром, робота якого спрямована на подальше інформаційне забезпечення інтересів та запитів користувачів, розвиток інформаційних ресурсів. Наполегливо вирішувала проблеми матеріально-технічної бази бібліотеки, розширення її площі.
За підсумками 1989 року Міністерством культури України Хмельницька ОУНБ була визначена найкращою в республіці і відзначена Перехідним Червоним прапором, який навічно залишився в бібліотеці.
Підвищення фахового рівня працівників — теж одне з основних завдань, які ставила перед собою та колективом Станіслава Людвиківна. Вона була ініціатором та організатором, а також членом редакційних колегій міжнародних, всеукраїнських, регіональних історико-краєзнавчих конференцій (їх проведено 23 за період 1991 по 2002 рік).
За вагомий внесок в підвищення соціальної ролі бібліотек, організацію та проведення наукових досліджень, науково-практичних конференцій, видавничу діяльність у 1994 р. лауреатами обласної премії стали — відомий бібліограф краєзнавець Гуменюк Степан Костянтинович (посмертно), а у 1996 р. — директор бібліотеки — Карван С. Л.
З квітня 2004 року по 2017 рік ОУНБ очолювала заслужений працівник культури України — Надія Миколаївна Синиця. У бібліотеку прийшла у 1988 році. Працювала старшим бібліографом, потім — головним бібліотекарем з питань координації бібліотек усіх систем і відомств, з березня 1990 — заступником директора з наукової роботи та інформатизації.
За підсумками першого республіканського конкурсу науково-дослідної роботи обласних бібліотек (1995 р.) за дослідження «Бібліотечне та історичне краєзнавство в діяльності ОУНБ та бібліотек області» обласна бібліотека була відзначена Дипломом та премією.
Надія Миколаївна спрямувала зусилля на впровадження новітніх інформаційних технологій в практику роботи, залучення додаткового фінансування, співпрацю з міжнародними фондами, наукову роботу. Зміцнилася та оновилась матеріальна база бібліотеки, її технічне оснащення та модернізація.
З 2004 року Хмельницька ОУНБ є авторизованим учасником Центрального українського корпоративного каталогу, що дало змогу значно прискорити процес бібліографічної обробки документів, виключити дублювання процесів та отримати переваги сумісного використання бібліотечних ресурсів.
З 2017 року Хмельницьку ОУНБ очолює Чабан Катерина Анатоліївна. Під її керівництвом у бібліотеці розпочато автоматизовану видачу літератури користувачам, створено електронну бібліотеку Хмельницької ОУНБ, проведено ряд структурних змін.
З 2018 року рішенням Хмельницької обласної ради до бібліотеки шляхом реорганізації приєднано Хмельницьку обласну наукову медичну бібліотеку, створено відділ медичної літератури.
Бібліотека є учасником корпоративних проєктів Національної бібліотеки України імені Ярослава Мудрого «Культура України», діє як хаб цифрової освіти у проєкті Міністерства цифрової трансформації та Української бібліотечної асоціації «Дія. Цифрова освіта», реалізує проєкт бібліотечного фонду «Бібліотечна країна» «Бібліотека насіння».

Будучи базовою в Україні щодо розвитку бібліотечного та історичного краєзнавства, бібліотека проводить значну науково-дослідну, методичну та видавничу роботу, є організатором науково-практичних конференцій, обласного бібліотечного та книжкового форумів. 

## Структура бібліотеки
Сьогодні в ХОУНБ діє 22 відділи і сектори, які у чіткій взаємодії забезпечують формування, збереження та загальнодоступність документально-інформаційних ресурсів бібліотеки.

## Фонд бібліотеки
Фонд бібліотеки є універсальним за змістом, станом на 01.01.2016 року налічує близько 650 тисяч примірників книг, журналів, комплектів газет, документів на нетрадиційних носіях інформації, близько 7 тисяч примірників рідкісної і цінної літератури XVIII — ХХ ст.

## Обслуговування користувачів
До послуг користувачів представлено 5 читальних залів, інтернет-центр, ресурсні центри: регіональної інформації, «Вікно в Америку», європейської інформації, якими щорічно користуються понад 36 тис. користувачів (за єдиною реєстраційною картотекою 12,1 тис.).

## Режим роботи
- Понеділок-п'ятниця 9:00–19:00
- Неділя — 10:00–18:00
- Вихідний — Субота
- Санітарний день — Остання середа місяця